# 1427
سنة 1427 كانت سنة بسيطة تبدأ يوم الأربعاء (الرابط يظهر نموذج التقويم الكامل للسنة) من التقويم اليولياني.

## مواليد
- جلال الدين الدواني.
- محمد بن علي الاصبحي الاندلسي (ابن الأزرق).

## وفيات
- شمس الدين الكفيري فقيه سني شافعي
- غبريال الخامس (بابا الإسكندرية)